# Русенешть (Олт)
Русенешть, Русенешті (рум. Rusănești) — село у повіті Олт в Румунії. Входить до складу комуни Русенешть.
Село розташоване на відстані 132 км на південний захід від Бухареста, 57 км на південь від Слатіни, 75 км на південний схід від Крайови.

## Населення
За даними перепису населення 2002 року у селі проживали 3558 осіб, з них 3557 осіб (> 99,9%) румунів. Усі жителі села рідною мовою назвали румунську.